# Banchus cressonii
Banchus cressonii är en stekelart som först beskrevs av Henry Lorenz Viereck 1902.  Banchus cressonii ingår i släktet Banchus och familjen brokparasitsteklar. Inga underarter finns listade.